# Гервасий и Протасий
Святые Гервасий и Протасий — раннехристианские мученики I—II веков, почитаемые Католической (память — 19 июня) и Православной (память 14 октября по юлианскому календарю) Церквами. Обретение их мощей Амвросием Медиоланским в 386 году ознаменовало окончательное торжество Православия над арианством в Медиолане.

## Житие
Скудные обстоятельства жизни и смерти Гервасия и Протасия изложены в мученических Актах, относящихся к концу IV столетия и, возможно, принадлежащих перу Амвросия Медиоланского. Более ранних свидетельств об этих святых не сохранилось, что, впрочем, является типичным для многих почитаемых раннехристианских мучеников.
Согласно Актам, Гервасий и Протасий были близнецами, сыновьями мучеников Виталия и Валерии Медиоланских. После героической смерти родителей, которую их жития относят к гонениям Нерона, Гервасий и Протасий были заключены в медиоланскую темницу, где их посещал ещё один будущий мученик Назарий. Братья остались верными Христу, за что и были сначала подвергнуты бичеванию, а затем обезглавлены. Мученические Акты относят кончину братьев ко времени Нерона, ряд современных исследователей считают возможной другую датировку — правление Марка Аврелия. Предположение о том, что Гервасий и Протасий были жертвами гонений Диоклетиана, с трудом согласуется с тем, что к 386 году (то есть спустя 80 лет с вероятной даты смерти) место их захоронения было забыто.

## Обретение мощей и победа над арианством
В 385 году настроенная про-ариански императрица Юстина, мать малолетнего Валентиниана II, потребовала от православного епископа Амвросия Медиоланского передать одну из городских церквей изгнанному с Востока и нашедшему прибежище при миланском дворе арианскому епископу Авксентию Доростольскому. После решительного отказа Амвросия Валентиниан II в Пасху 386 года разрешил арианам силой захватить требуемую базилику при поддержке императорской гвардии. Но православные христиане Медиолана, окружив своего епископа, бодрствовали в базилике и не позволили арианам занять её. Юстина и Валентиниан II, испугавшись народных волнений, временно уступили.
На Пасху следующего 387 года Валентиниан II приказал Амвросию, обвинённому в подстрекательстве к бунту и неповиновении императорской власти, удалиться из Медиолана. Но православные горожане окружили дом епископа и не позволили властям изгнать Амвросия. Противостояние накалялось, так как император и его мать на этот раз не намерены были уступать. Вскоре Амвросию, по его собственному признанию, в видении было указано место погребения мучеников Гервасия и Протасия, совершенно забытое к этому времени. 19 июня 387 года в месте, указанном Амвросием, были обретены нетленные тела братьев. Мощи были торжественно перенесены в одну из миланских базилик, при этом торжество сопровождалось многочисленными явными чудесами и исцелениями. Юстина и Валентиниан II перед лицом несомненных чудес, происходящих от мощей, были вынуждены навсегда оставить мысль о покровительстве арианам и гонениям на православных.
Обретение мощей Гервасия и Протасия описано самим Амвросием в письме к его сестре Марцеллине, биографом Амвросия святым Павлином, а также упомянуто Блаженным Августином в его «Исповеди» (9:7) и трактате «О граде Божием» (22:8). Августин, находившийся в этот момент на пути к обретению веры, взволнованно описывает виденное и слышанное им:
Тогда упомянутому предстоятелю Твоему открыто было в видении место, где сокрыты тела мучеников Протасия и Гервасия, которые столько лет хранил Ты нетленными в тайной сокровищнице Твоей, чтобы своевременно взять их оттуда в обуздание женщины лютой, но царственной…Исцелялись не только мучимые нечистыми духами…;один медиоланец, слепой в течение многих лет и известный всему городу,…добился разрешения подойти и прикоснуться платком к носилкам, где покоились те, о ком сказано: «дорога в очах Господних смерть святых Его». Затем он поднёс платок к глазам своим, и они сразу открылись. Об этом разнеслась молва, Тебе возносили хвалы, горячие, сиявшие радостью, поэтому противница Твоя, хотя и не приникла к здравой вере, но подавила в душе своей неистовость в преследованиях («Исповедь» (9:7)).

## Почитание святых
Мощи Гервасия и Протасия были положены в новой медиоланской базилике (ныне называется Сант-Амброджо), где в 395 году упокоился и сам Амвросий. В 835 году архиепископ Милана Ангильберт II поместил мощи двух братьев и святителя в новом порфировом саркофаге, где и они и были обнаружены в январе 1864 года. В настоящее время мощи Гервасия, Протасия и Амвросия покоятся в открытом виде в крипте базилики Сант-Амброджо. Впрочем, в Германии существовала легенда, что после разорения Милана Фридрихом Барбароссой, мощи были увезены в Брейзах, а затем их часть — в Суассон.
Необычные обстоятельства обретения мощей способствовали быстрому распространению почитания святых Гервасия и Протасия по всей Европе. Около 400 года церкви, освящённые в их честь, существовали в Мане (современный Ле-Ман), Руане и Суассоне. Папа Иннокентий I освятил в их честь одну из римских базилик.